# Knight Rider (film 2008)
Knight Rider – film telewizyjny z 2008 roku, a zarazem pilot serialu Nieustraszony.

## Obsada
- Justin Bruening... Mike Traceur (w serialu po fikcyjnej śmierci Michael Knight)
- Deanna Russo... Sarah Graiman
- Bruce Davison... Charles Graiman
- Sydney Tamiia Poitier... agentka FBI Carrie Rivai
- Val Kilmer... głos KITT
- David Hasselhoff... Michael Knight
- Susan Gibney... Jennifer Traceur
- Wayne Kasserman... Dylan Fass
- Jack Yang... Cross
- Kevin Dunigan... Smoke
- Greg Ellis... Welther
- Chris Mulkey... szeryf Ramsey
- Jonathan Chase... Kevin
- Kevin Christy... Belle
- Hope Riley... Amber